# Вир

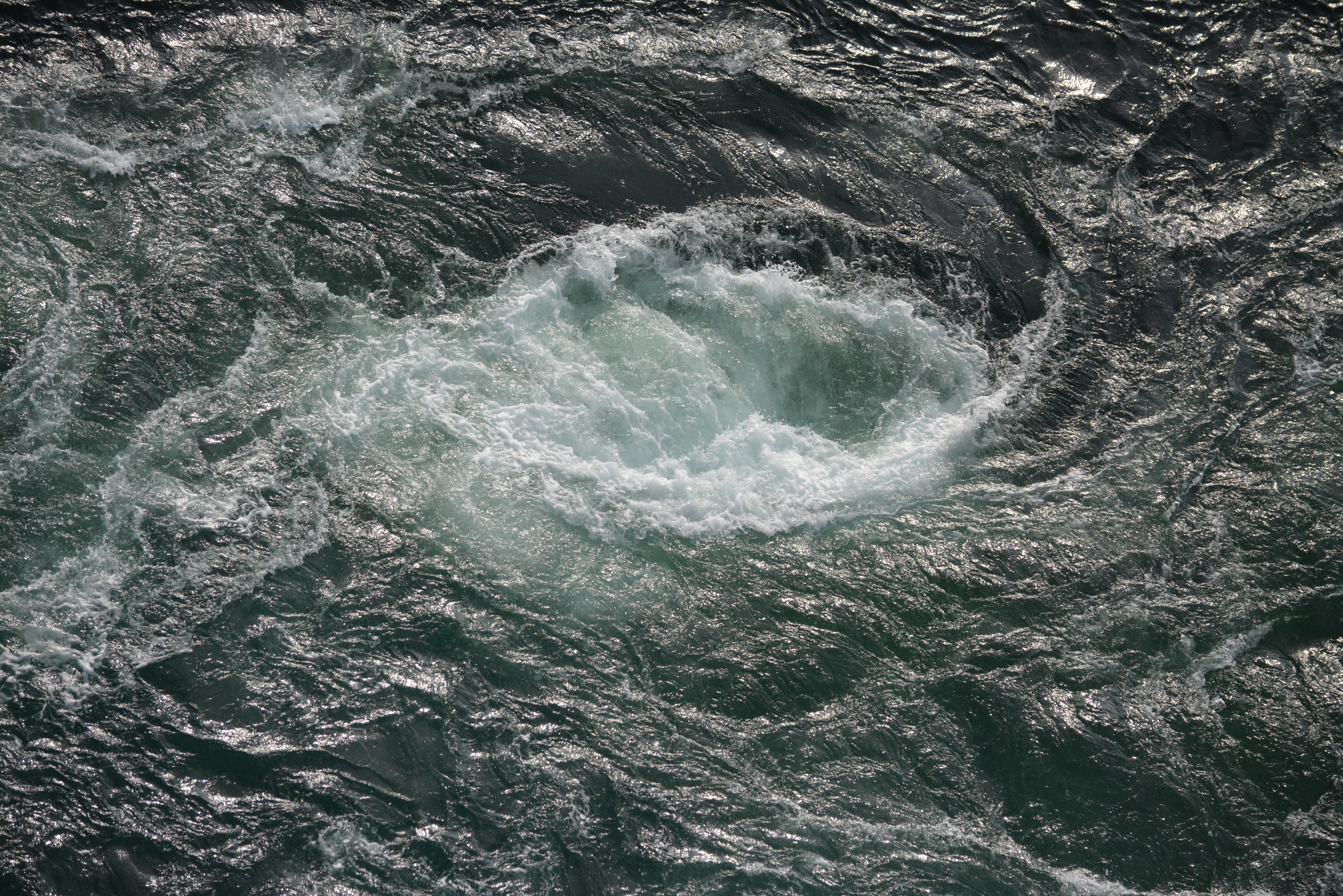
Вир

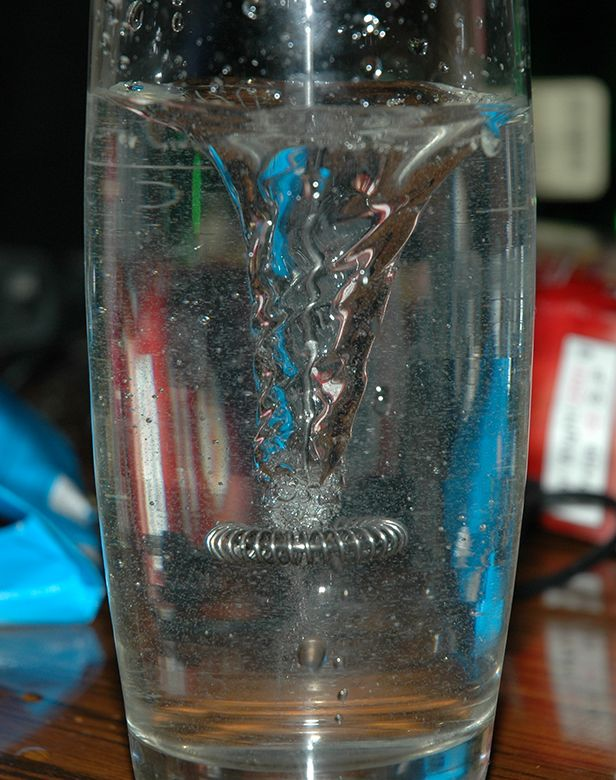
Вир у склянці води

Вир, нурт, коловорот (круговерть), розм. водове́рть — місце в річці, морі та ін. з круговим рухом води, що утворюється внаслідок дії протилежних течій.
Може розвиватися на окремих ділянках водоймищ або руслових потоків у результаті злиття двох течій, при обтіканні течією виступів берега, при різкому розширенні русла.
Морські вири викликаються зіткненнями припливних і відпливних хвиль та зустрічних течій.
Рух води у вирах може досягати значної швидкості. Горизонтальні розміри можуть змінюватися від кількох сантиметрів до декількох кілометрів (у відкритому океані).

## Види
Вири поділяють на:
- постійні
- сезонні
- епізодичні

## Найвідоміші вири
- Вир Сцілла і Харібда в Мессінській протоці.
- Вир Мальстрем неподалік від Лофотенських островів, що згадується Жулем Верном в книжці «Двадцять тисяч льє під водою», а також у оповіданні Едгара По «У полоні Мальстрему».
- Вир Койребрікен у Шотландії
- Вири Наруто

## Цікаві факти
Одна з міських легенд стверджує, що напрямок руху води у міні-виру в зливі раковини пов'язаний з силою Коріоліса. Але це спростовується простим експериментом: одночасним спостереженням через вебкамери за двома одинаковими раковинами, одна з яких розташовується в північній, друга — в південній півкулі. Дослід показує, що напрямок виру не пов'язаний з обертанням Землі, він залежить радше від геометрії раковини і від мікропотоків, що виникають у масі води чи під час наповнення чи під час іншого її руху.